# (5888) Ruders
(5888) Ruders es un asteroide perteneciente al cinturón de asteroides, región del sistema solar que se encuentra entre las órbitas de Marte y Júpiter, más concretamente a la familia de Coronis, descubierto el 7 de noviembre de 1978 por Eleanor F. Helin y el también astrónomo Schelte John Bus desde el Observatorio del Monte Palomar, Estados Unidos.

## Designación y nombre
Designado provisionalmente como 1978 VU7. Fue nombrado Ruders en homenaje a Poul Ruders, compositor danés de música contemporánea atrevida e imaginativa, expresada en una gran producción de sinfonías, óperas, conciertos, música de cámara y obras instrumentales solistas.

## Características orbitales
Ruders está situado a una distancia media del Sol de 2,836 ua, pudiendo alejarse hasta 3,106 ua y acercarse hasta 2,567 ua. Su excentricidad es 0,095 y la inclinación orbital 1,250 grados. Emplea 1745,32 días en completar una órbita alrededor del Sol.

## Características físicas
La magnitud absoluta de Ruders es 13. 